# 曾俊欣
曾俊欣（ツェン・チュンシン / そ・しゅんきん，ウェード式: Tseng Chun-hsin，拼音: Zēng Jùnxīn，IPA: [t͡sə̄ŋ t͡ɕʷìnɕīn]，2001年8月8日 - ）は、台湾・新北市永和区出身の男子プロテニス選手。身長173cm、体重62kg。右利き、バックハンド・ストロークは両手打ち。自己最高位ランキングはシングルス84位、ダブルス377位。
2018年全豪ジュニアシングルスで準優勝、同年全仏ジュニアシングルスで優勝、同年全英ジュニアシングルスでグランドスラム2大会連続となる優勝を果たしている。全仏オープン後に、ITFの連合ジュニアランキングで1位になった。

## 私生活
曾俊欣はロジャー・フェデラーの20歳の誕生日と同じ日に生まれた。父親の影響でテニスを始めており、その父親は現在俊欣のコーチを務めている。憧れの選手は錦織圭。

## 選手経歴

### 2021年 チャレンジャー初優勝
2021年12月のマイア・チャレンジャーⅡ(英語版)のシングルスで初優勝を果たす。2021年の年間最終ランキングは188位だった。

### 2022年 グランドスラム初出場
ワイルドカードにより2022年全豪オープン男子シングルスに出場し、グランドスラム本戦デビューを果たす。1回戦でオスカー・オッテに0-3で敗れた。

## ジュニアグランドスラムシングルス決勝
| 結果   | 年   | 大会 | コート | 相手                   | スコア              |
| ------ | ---- | ---- | ------ | ---------------------- | ------------------- |
| 準優勝 | 2018 | 全豪 | ハード | セバスチャン・コーダ   | 6–7(6–8), 4–6       |
| 優勝   | 2018 | 全仏 | クレー | セバスティアン・バエス | 7–6(7–5), 6–2       |
| 優勝   | 2018 | 全英 | グラス | ジャック・ドレイパー   | 6–1, 6–7 (2–7), 6–4 |